# Jenia Grebennikov
Jenia Grebennikov (n. 13 august 1990, Rennes, Franța) este un voleibalist ce a reprezentat Franța, medaliat olimpic. A participat la 2 ediții ale Jocurilor Olimpice (2016, 2020) în care a câștigat o medalie de aur.